# Anna Nielsen
Anna Helena Dorothea Nielsen, född Brenøe den 4 september 1803 i Köpenhamn, död den 31 maj 1856 i Fredensborg, var en dansk skådespelare och operasångare, en av de mest kända och populära skådespelarna i Danmark under artonhundratalet.
Hon debuterade på scenen på Det Kongelige Teater i Köpenhamn 1821 och gjorde omedelbart stor succé. Hon var en mångsidig skådespelare med fin sångröst, livlighet och en naturlighet i sitt spel som först användes mycket i älskarinneroller och sedan gjorde lika stor succé i andra roller innan hon pensionerades 1856. 
Hon var gift första gången 1823–1831 med den norskättade violinisten Frederik Thorkildsen Wexschall och sedan från 1834 med skådespelaren Peter Nielsen.